# Hesthesis murinus
Hesthesis murinus là một loài bọ cánh cứng trong họ Cerambycidae.